# João Batista da Silva (atleta)
João Batista Eugênio da Silva (João Pessoa, Paraíba, 22 de agosto de 1963) é um ex-atleta brasileiro.

## Carreira
Especializado em corridas de curta distância, disputou a final dos 200m e chegou em 4º lugar com o tempo de 20,30 segundos nos Jogos Olímpicos de 1984 em Los Angeles, Estados Unidos.
Ganhou a medalha de bronze nos 200m no Campeonato Mundial de Atletismo em Pista Coberta de 1985 em Paris, França.